# Jurij Tscheban
Jurij Wolodymyrowytsch Tscheban (ukrainisch Юрій Володимирович Чебан; * 5. Juli 1986 in Odessa, Ukrainische SSR) ist ein ukrainischer Kanute.
Jurij Tscheban studierte an der Pädagogischen Hochschule in Poltawa und war bei zahlreichen Kanurennsport-Wettbewerben erfolgreich. So wurde er 2007 bei den Kanurennsport-Weltmeisterschaften in Duisburg und 2014 bei den Weltmeisterschaften in Moskau Weltmeister im Einer-Canadier der Männer über 200 Meter und 2012 bei den Olympischen Sommerspielen in London Olympiasieger im Einer-Canadier der Männer über 200 Meter. Diesen Erfolg konnte er bei den Olympischen Sommerspielen 2016 in Rio de Janeiro wiederholen, wo er erneut die Goldmedaille errang.

## Ehrungen
Tscheban erhielt einige staatliche Auszeichnungen der Ukraine, darunter 2012 vom ukrainischen Präsidenten den Verdienstorden 3. Klasse für seine sportlichen Leistungen bei den XXX. Olympischen Sommerspielen in London.